# 5311 Rutherford
5311 Rutherford è un asteroide della fascia principale. Scoperto nel 1981, presenta un'orbita caratterizzata da un semiasse maggiore pari a 3,0391457 au e da un'eccentricità di 0,0905566, inclinata di 3,45670° rispetto all'eclittica.